# Tempelhof Express Airlines
Die Tempelhof Express Airlines GmbH (im Außenauftritt meist nur Tempelhof Express) war eine deutsche Fluggesellschaft mit Sitz in Berlin.

## Geschichte

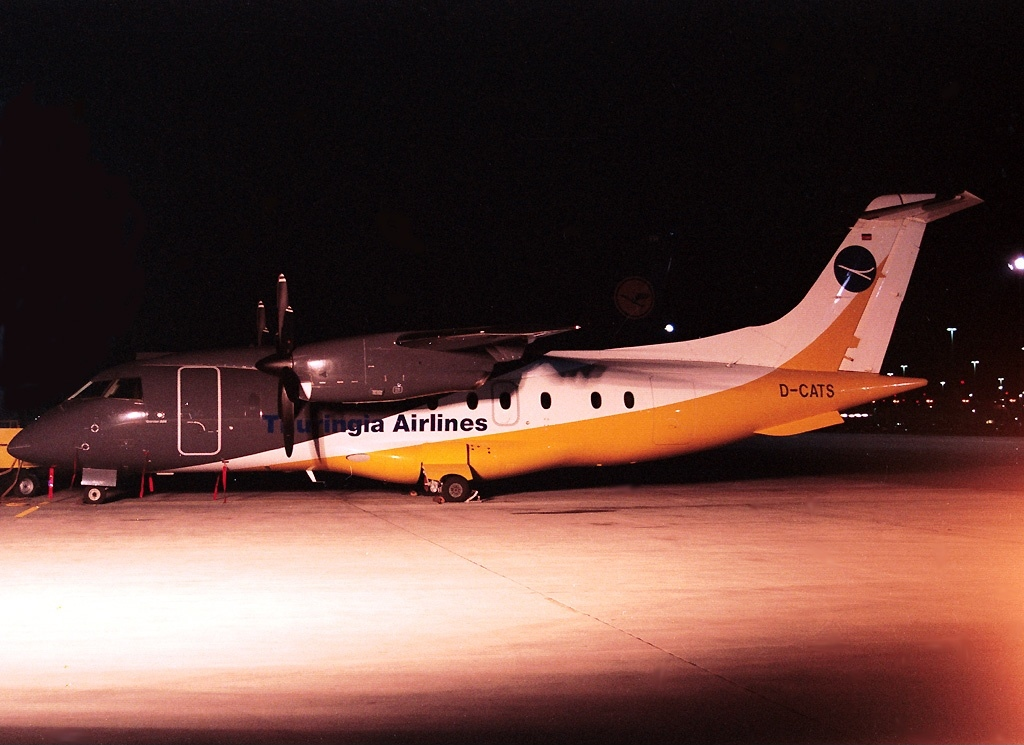
Dornier 328-100 der TAL Thuringia Airlines im April 1997

Die Geschichte der Tempelhof Express Airlines setzt mit der Fusion von SAL Saxonia und BSF Berliner Spezialflug ein. Das hierdurch neu entstandene Unternehmen mit dem Namen TAL Thuringia Airlines führte vornehmlich Charter- und Lufttaxiflüge durch, bot ab 1996 aber auch Linienflüge an. Der Erfolg fiel jedoch eher mäßig aus, sodass die Gesellschaft ihren operativen Betrieb zum Ende des Sommerflugplans 1998 einstellte.
Wenig später hingegen sprach sich jedoch ein Konsortium aus mehreren Geschäftsmännern für die Übernahme und Umfirmierung der gescheiterten TAL Thuringia Airlines aus. So wurde aus dieser zum 1. November 1998 Tempelhof Express Airlines, die ihren Flugbetrieb bereits zum Winter 1998/99 mit einem schnell aufgestellten Flugplan wieder aufnahm. Die drei täglichen Umläufe nach Köln/Bonn wurden mit einer zuvor durch TAL Thuringia Airlines betriebenen Dornier 328-100 durchgeführt. Erfolg versprach man sich unter anderem durch den nach der Wiedervereinigung notwendig gewordenen Umzug vieler Bundesbehörden in die neue Hauptstadt Berlin.
Lief die Verbindung Berlin – Köln/Bonn für die Tempelhof Express Airlines mit einem Sitzladefaktor von über 50 % nach nur 8 Wochen äußerst zufriedenstellend, bediente man schon bald dreimal wöchentlich den Flughafen Göteborg. Auch wenn die Auslastung hier zu Beginn eher enttäuschend ausfiel, plante man die Aufnahme weiterer Auslandsziele und die Anschaffung einer zweiten Dornier 328-100.
Zum 25. September stellte die Gesellschaft die Flüge nach Köln/Bonn jedoch ein. Hierfür nannte man trotz eines mittlerweile erreichten Sitzladefaktors von ca. 65 % unzulängliche Wirtschaftlichkeit, da der Konkurrenzkampf mit anderen Fluggesellschaften zu Preisverfall geführt habe. Bereits zuvor hatte man die Anzahl der täglichen Umläufe zugunsten der Einführung von Berlin – Friedrichshafen und München – Erfurt auf zwei Umläufe pro Tag reduziert.
Zum Jahr 2000 erreichte die Gesellschaft die Gewinnschwelle. Indes zeichnete sich eine Änderung in der Eigentümerstruktur ab, die infolge für eine Umstellung der Geschäftsausrichtung sorgte. Diese wirkte sich jedoch negativ aus, sodass Tempelhof Express Airlines den Flugbetrieb zum Ende des Jahres 2000 einstellte und das Air Operator Certificate an das Luftfahrt-Bundesamt retournierte.

## Flugziele
Zuletzt verband man nur noch Friedrichshafen mit Berlin und Erfurt mit München.

## Flotte
Die Flotte der Tempelhof Express Airlines bestand zur Einstellung des Betriebs im Jahr 2000 aus einer Dornier 328-100 mit dem Luftfahrzeugkennzeichen D-CATS. Diese hatte man aus dem Bestand der insolventen Eastwest Airlines übernommen.
Nach dem Verkauf an OLT geriet die Maschine am 2. Dezember 2001 bei der Landung auf dem Flughafen Bremen über das Ende der Landebahn hinaus. Dabei wurde sie irreparabel beschädigt und musste abgeschrieben werden.